# Француско-српски комитет
Француско-српски комитет основан је почетком 1915. године у Паризу од стране групе француских жена за помоћ српском становништву страдалом у Првом светском рату. Комитет је касније прикупљао одећу и обућу за српске избеглице и ђаке у Паризу и у избегличким колонијама и слао пакете војницима по заробљеничким логорима. С престанком Првог светског рата, комитет престаје да делује. 